# Cactus (album)
Cactus je první studiové album americké hardrockové skupiny Cactus. Jeho nahrávání probíhalo od února do dubna 1970 ve studiu Ultra-Sonic Recording Studios v Hempsteadu v New Yorku a album pak vyšlo v červenci téhož roku u vydavatelství Atco Records. Vedle šesti původních skladeb obsahuje i dvě coververze; jde o skladby „Parchman Farm“ od Mose Allisona a „You Can't Judge a Book by the Cover“ Willieho Dixona.

## Seznam skladeb
Autory všech skladeb jsou Carmine Appice, Tim Bogert, Rusty Day a Jim McCarty mimo uvedených výjimek.
| Pořadí         | Název                               | Autor          | Délka |
| -------------- | ----------------------------------- | -------------- | ----- |
| 1.             | Parchman Farm                       | Mose Allison   | 3:06  |
| 2.             | My Lady from South of Detroit       |                | 4:26  |
| 3.             | Bro. Bill                           |                | 5:10  |
| 4.             | You Can't Judge a Book by the Cover | Willie Dixon   | 6:30  |
| 5.             | Let Me Swim                         |                | 3:50  |
| 6.             | No Need to Worry                    |                | 6:14  |
| 7.             | Oleo                                |                | 4:51  |
| 8.             | Feel So Good                        |                | 6:03  |
| Celková délka: | Celková délka:                      | Celková délka: | 40:16 |

## Obsazení
- Rusty Day – zpěv, harmonika
- Jim McCarty – kytara
- Tim Bogert – baskytara, doprovodný zpěv
- Carmine Appice – bicí, perkuse, doprovodný zpěv